# Jacek Perlin
Jacek Perlin (ur. 14 grudnia 1955 w Warszawie) – polski iberysta, językoznawca i dyplomata, profesor nauk humanistycznych; wykładowca Uniwersytetu Warszawskiego; ambasador RP w Kolumbii (2008–2012), w Wenezueli (1998–2002), konsul generalny w Kurytybie (2007–2009). Syn Oskara Perlina. 

## Kariera naukowa
W latach 1974–1980 studiował w Katedrze Iberystyki Wydziału Neofilologii Uniwersytetu Warszawskiego. Po uzyskaniu stopnia magistra w 1980 pozostał na uczelni jako doktorant. W 1981 został wiceprzewodniczącym uczelnianego koła NSZZ „Solidarność”. W 1988 obronił doktorat. W 1995 został doktorem habilitowanym nauk humanistycznych w zakresie językoznawstwa, na podstawie rozprawy Lingwistyczny opis polskiego języka migowego, przedstawionej na Wydziale Polonistyki UW. W 2020 otrzymał tytuł profesora nauk humanistycznych. 
Od 2003 jest profesorem nadzwyczajnym w Instytucie Studiów Iberyjskich i Iberoamerykańskich UW. Jest autorem kilkudziesięciu publikacji z dziedziny językoznawstwa i politologii, z zakresu fonologii, składni i gramatyki. Był także autorem słowników języka hiszpańskiego i portugalskiego. 

## Kariera dyplomatyczna
W 1993 został pracownikiem Ministerstwa Spraw Zagranicznych RP. W latach 1994–1998 był wicedyrektorem Departamentu Ameryki Północnej i Południowej w centrali MSZ w Warszawie. W 1998 wyjechał na placówkę do Caracas, gdzie do 2002 był ambasadorem. Po powrocie do kraju trafił do Departamentu Strategii i Planowania Polityki Zagranicznej MSZ, gdzie w randze radcy-ministra kierował redakcją resortowego pisma Opinie i Ekspertyzy. W latach 2005–2007 stał na czele Konsulatu Generalnego RP w Kurytybie. W 2008 był krótko wicedyrektorem Departamentu Ameryki MSZ, po czym został mianowany ambasadorem RP w Kolumbii, z dodatkową akredytacją na Dominikanie, Haiti, Saint Lucia i Panamie. Odwołany został w sierpniu 2012. Był także chargé d’affaires w placówce w Rangunie.
Zna języki: hiszpański, francuski, portugalski, angielski i kataloński oraz polski język migowy.

## Monografie naukowe
- Jacek Perlin: Lingwistyczny opis polskiego języka migowego. Warszawa: Uniwersytet Warszawski. Wydział Neofilologii, 1993, s. 286. OCLC 833973212.
- Jacek Perlin: Typologia zmian fonemicznych. Warszawa: Energeia, 1997, s. 143. ISBN 83-85118-58-6.
- Jacek Perlin: Metodologia językoznawstwa diachronicznego. Warszawa: Wydawnictwo Akademickie „Dialog”, 2004, s. 340. ISBN 83-89899-02-7.